# Koptosdekrete

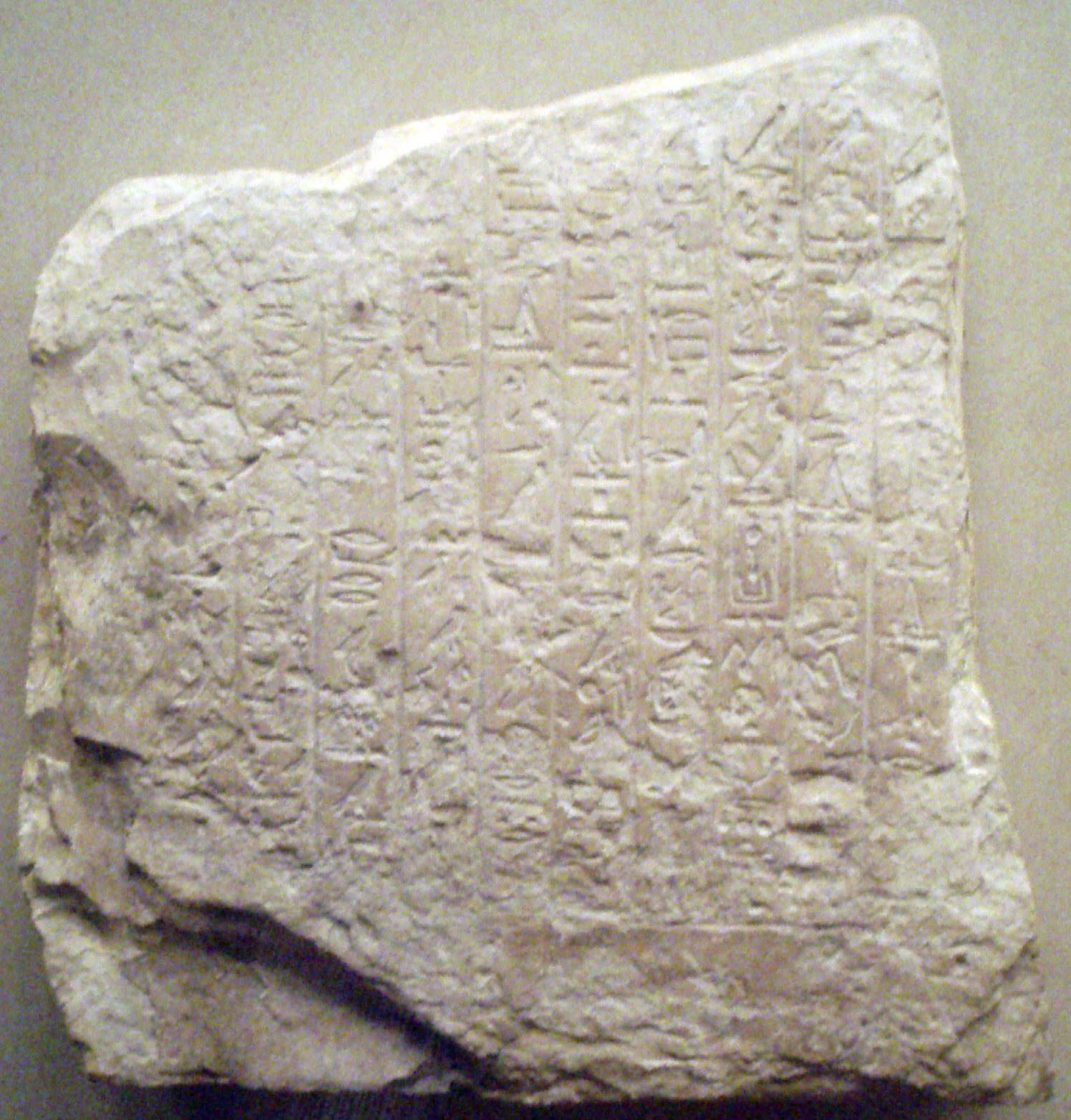
Schutzdekret des Pepi II. für den Tempel des Min in Koptos.

Die Koptosdekrete umfassen 20 vollständige oder fragmentarisch erhaltene Kopien von altägyptischen Königsdekreten aus der späten 6. und 8. Dynastie (Erste Zwischenzeit). Die in Stein aufgezeichneten Dokumente umfassen Verwaltungs- und Anerkennungsdekrete sowie Königsbriefe. Sie spiegeln die Bedeutung der Stadt Koptos sowie der Familie des Beamten Schemai im ausgehenden Alten Reich wider. Die Texte gelten mit als wichtigste Quelle für die Diplomatie und Verwaltung im Alten Reich und der 8. Dynastie.
Die 18 Dekrete werden in der Ägyptologie zur Unterscheidung mit Großbuchstaben des lateinischen Alphabetes durchnummeriert, tragen also die Bezeichnungen Koptos A bis Koptos R.